# Ugo Frigerio
Ugo Frigerio (Milán, 16 de septiembre de 1901 - Garda, 7 de julio de 1968) fue un atleta italiano especializado en la marcha atlética. 
Fue abanderado italiano en dos Juegos Olímpicos, ganó 3 medallas de oro olímpicas, 2 en Amberes 1920 en 3 y 10 km marcha y otra en París 1924 también en los 10 km marcha, además ganó una de bronce en Los Ángeles 1932 en la prueba de 50 km marcha. Con estos éxitos consiguió ser el primer campeón olímpico italiano de la historia en marcha. En Italia fue campeón italiano desde el 1918, con 17 años, hasta el 1924 cuando deja la marcha porque no estaba incluida en el programa olímpico de Ámsterdam 1928, y renueva el título en el año 1931 cuando retorna a la marcha para competir en los Juegos Olímpicos de 1932 donde consigue un bronce.
Trabajó como tipografo par la Gazzetta dello Sport
y en el año 1934 escribió un libro titulado Marchando representando a Italia.